# Кузнецов Артур Андрійович
Арту́р Андрі́йович Кузнецо́в (нар. 9 березня 1995, Запоріжжя, Україна) — український футболіст, захисник запорізького МФК "Металург" та юнацької збірної України (U-20).

## Життєпис
Артур Кузнецов — уродженець Запоріжжя. Футболом почав займатися у ДЮСШ місцевого «Металурга» під керівництвом Олександра Рудики. 25 липня 2012 року дебютував у юнацькій команді запорожців в поєдинку з дніпропетровським «Дніпром». На відміну від своїх однолітків Татаркова, Вєтрова та Кулинича до списку найперспективніших молодих гравців «Металурга» не входив і у молодіжному складі запоріжців дебютував лише 19 квітня 2014 року, вийшовши на заміну в матчі проти «Металіста».
Втім, у сезоні 2014/15 років Артуру Кузнецову вдалося досягнути шаленого прогресу, ставши у другому колі чемпіонату гравцем основи «Металурга». Дебютну гру у найвищому дивізіоні Кузнецов провів 15 березня 2015 року, а впевненою грою у наступних матчах привернув до себе увагу тренера юнацької збірної України (U-20) Олександра Петракова, команда якого саме готувалася до поїздки на Чемпіонат світу 2015 серед молодіжних команд.
2 січня 2016 року було офіційно оголошено про перехід Артура до складу одеського «Чорноморця», з яким він підписав контракт на 2,5 роки.

## Статистика виступів
Статистичі дані наведено станом на 26 травня 2015 року
| Сезон                | Команда              | Чемпіонат            | Чемпіонат | Чемпіонат | Кубок | Кубок | Кубок | Єврокубки | Єврокубки | Єврокубки | Інші кубки | Інші кубки | Інші кубки | Всього | Всього |
| Сезон                | Команда              | Змаг.                | Матчі     | Голи      | Змаг. | Матчі | Голи  | Змаг.     | Матчі     | Голи      | Змаг.      | Матчі      | Голи       | Матчі  | Голи   |
| -------------------- | -------------------- | -------------------- | --------- | --------- | ----- | ----- | ----- | --------- | --------- | --------- | ---------- | ---------- | ---------- | ------ | ------ |
| 2014—2015            | «Металург» З         | ПЛ                   | 7         | 0         | КУ    | 0     | 0     | —         | —         | —         | —          | —          | —          | 7      | 0      |
| Всього в «Металурзі» | Всього в «Металурзі» | Всього в «Металурзі» | 7         | 0         |       | 0     | 0     |           | 0         | 0         |            | 0          | 0          | 7      | 0      |
| Всього за кар'єру    | Всього за кар'єру    | Всього за кар'єру    | 7         | 0         |       | 0     | 0     |           | 0         | 0         |            | 0          | 0          | 7      | 0      |